# Олівер Твіст (фільм, 1933)
Олівер Твіст (англ. Oliver Twist) — американський докодексовий фільм 1933 року режисера Вільяма Дж. Ковена. Це найбільш рання звукова версія екранізації однойменного роману Чарлза Діккенса. У фільмі знімались Дікі Мур в ролі Олівера, Ірвінг Пічел в ролі Фейгіна, Доріс Ллойд в ролі Ненсі, і Вільям Бойд в ролі Білл Сайкса. Пічел грав Фейгіна без притаманних цьому героєві манер, які можуть бути характеризуватися як образливі.
Фільм виданий Monogram Pictures, фільм був знятий за надзвичайно низького бюджету. Він ніколи не досяг великого успіху і був вилучений з кінообігу на багато років, але спливли на телебаченні в 1980-х роках.

## Сюжет
Над сиротою в 1830-х роках в Лондоні знущаються в будинку для бідних, а потім він потрапляє в лапи банди злодіїв.

## В ролях
- Дікі Мур[en] — Олівер Твіст
- Ірвінг Пічел[en] — Фейгін
- Вільям Бойд[en] — Білл Сайкс
- Доріс Ллойд — Ненсі Сайкс
- Алек Б. Френсіс[en] — містер Браунлов
- Барбара Кент — Роза Мейлі
- Сонні Рей — спритник
- Джордж К. Артур[en] — Тобі Крекіт
- Джордж Неш — Чарльз Бейтс
- Клайд Кук[en] — Чітлінг
- Лайонел Белмор[en] — містер Бамбл
- Темп Піготт[en] — місіс Корней
- Нельсон Макдавелл[en] — Сауербері
- Вірджинія Сейл[en] — місіс Сауербері
- Гаррі Голман[en] — Грімвіг